# Quadricuspidie valvulaire aortique
La quadricuspidie valvulaire aortique est une malformation congénitale rare de l'appareil valvulaire aortique (valve aortique) qui est constitué de quatre feuillets (ou cusps) fonctionnels au lieu de trois comme normalement.

## Épidémiologie
Son incidence est inférieure à quelques cas pour 10 000 avec une petite prédominance masculine.

## Diagnostic
Il peut être fait lors d'une échocardiographie visualisant les quatre cusps. Une insuffisance aortique existe dans 3/4 des cas, ce qui en fait le pronostic. Dans un cas sur 10, il existe une anomalie de naissance d'une artère coronaire. Une quadricuspidie pulmonaire peut être associée. Dans un quart des cas, il existe une dilatation de l'aorte ascendante.

## Traitement
En cas d'insuffisance aortique importante, une réparation chirurgicale est possible (suture de deux cusps voisines). Sinon, un remplacement valvulaire peut être fait, associé si besoin, à un geste dur l'aorte ascendante.